# Dampierre-sur-Linotte
Dampierre-sur-Linotte és un municipi francès situat al departament de l'Alt Saona i a la regió de Borgonya - Franc Comtat. L'any 2007 tenia 725 habitants.

## Demografia

### Població
El 2007 la població de fet de Dampierre-sur-Linotte era de 725 persones. Hi havia 288 famílies, de les quals 60 eren unipersonals (28 homes vivint sols i 32 dones vivint soles), 96 parelles sense fills, 104 parelles amb fills i 28 famílies monoparentals amb fills.
La població ha evolucionat segons el següent gràfic:
Habitants censats

### Habitatges
El 2007 hi havia 342 habitatges, 287 eren l'habitatge principal de la família, 35 eren segones residències i 20 estaven desocupats. 329 eren cases i 12 eren apartaments. Dels 287 habitatges principals, 229 estaven ocupats pels seus propietaris, 48 estaven llogats i ocupats pels llogaters i 10 estaven cedits a títol gratuït; 5 tenien dues cambres, 19 en tenien tres, 69 en tenien quatre i 194 en tenien cinc o més. 236 habitatges disposaven pel capbaix d'una plaça de pàrquing. A 111 habitatges hi havia un automòbil i a 148 n'hi havia dos o més.

### Piràmide de població
La piràmide de població per edats i sexe el 2009 era:
| Homes | Edats   | Dones |
| ----- | ------- | ----- |
| 4     | 95 o +  | 0     |
| 0     | 90 a 94 | 4     |
| 12    | 85 a 89 | 12    |
| 0     | 80 a 84 | 8     |
| 8     | 75 a 79 | 20    |
| 12    | 70 a 74 | 20    |
| 20    | 65 a 69 | 12    |
| 4     | 60 a 64 | 12    |
| 16    | 55 a 59 | 20    |
| 24    | 50 a 54 | 20    |
| 32    | 45 a 49 | 20    |
| 28    | 40 a 44 | 36    |
| 24    | 35 a 39 | 20    |
| 24    | 30 a 34 | 28    |
| 20    | 25 a 29 | 20    |
| 20    | 20 a 24 | 16    |
| 24    | 15 a 19 | 20    |
| 32    | 10 a 14 | 24    |
| 20    | 5 a 9   | 24    |
| 20    | 0 a 4   | 8     |

## Economia
El 2007 la població en edat de treballar era de 444 persones, 360 eren actives i 84 eren inactives. De les 360 persones actives 325 estaven ocupades (170 homes i 155 dones) i 35 estaven aturades (19 homes i 16 dones). De les 84 persones inactives 35 estaven jubilades, 27 estaven estudiant i 22 estaven classificades com a «altres inactius».

### Ingressos
El 2009 a Dampierre-sur-Linotte hi havia 296 unitats fiscals que integraven 762,5 persones, la mediana anual d'ingressos fiscals per persona era de 17.498 €.

### Activitats econòmiques
Dels 25 establiments que hi havia el 2007, 1 era d'una empresa alimentària, 1 d'una empresa de fabricació d'altres productes industrials, 9 d'empreses de construcció, 4 d'empreses de comerç i reparació d'automòbils, 2 d'empreses de transport, 1 d'una empresa d'hostatgeria i restauració, 2 d'empreses de serveis, 3 d'entitats de l'administració pública i 2 d'empreses classificades com a «altres activitats de serveis».
Dels 9 establiments de servei als particulars que hi havia el 2009, 1 era una oficina de correu, 1 taller de reparació d'automòbils i de material agrícola, 1 paleta, 1 guixaire pintor, 1 fusteria, 3 lampisteries i 1 perruqueria.
Dels 4 establiments comercials que hi havia el 2009, 1 era una botiga de més de 120 m², 2 fleques i 1 una fleca.
L'any 2000 a Dampierre-sur-Linotte hi havia 27 explotacions agrícoles que ocupaven un total de 1.596 hectàrees.

## Equipaments sanitaris i escolars
L'únic equipament sanitari que hi havia el 2009 era una farmàcia.
El 2009 hi havia una escola elemental.

## Poblacions més properes
El següent diagrama mostra les poblacions més properes.